# The Dark Secret
The Dark Secret è il secondo EP della band italiana Rhapsody.

## Tracce
1. Unholy Warcry (edit)
2. Thunder's Mighty Roar
3. Guardians of Destiny (versione inglese)
4. Sacred Power of Raging Winds
5. Non ho sonno (remix)

La canzone Non ho sonno è stata composta dal gruppo italiano Goblin.

## Formazione
- Luca Turilli - chitarra
- Alessandro Staropoli - tastiera
- Alex Holzwarth - batteria
- Fabio Lione - voce
- Patrice Guers - basso

### Ulteriori musicisti
- Dominique Leurquin - chitarra in Thunder's Mighty Roar.
- Orchestra Filarmonica Bohuslav Martinu della Repubblica Ceca
- Cori epici: Thomas Rettke, Gerit Goebel, Miro Rodenberg, Cinzia Rizzo, Robert Hunecke-Rizzo, Olaf Hayer
- Coro sacro di Elgard: Bridget Fogle, Previn Moore
- Soprano: Bridget Fogle
- Coro dell'accademia di Brno
- Ensemble barocco
  - Stefan Horz - clavicembalo
  - Soeren Leupold - liuto
  - Paulina Van Laarhoven - viola da gamba
  - Manuel Staropoli - flauto barocco

### Guest Star
- Christopher Lee

## DVD
L'EP comprende anche un DVD in edizione limitata.
Questo contiene:
- The making of The Dark Secret (la produzione di The Dark Secret)
- The Emerald Sword Saga movie (il filmato della saga)
- Unholy Warcry (videoclip)